# Els Escacs a Catalunya
Els Escacs a Catalunya (en español: El ajedrez en Cataluña) fue una revista mensual española en lengua catalana que se publicó en Barcelona entre julio de 1927 y junio de 1938. Está considerada la primera revista catalana de ajedrez. Publicó en total 132 números (a partir de 1937, fusionados con el boletín de la Federació Catalana d'Escacs (Federación Catalana de Ajedrez).
La revista fue fundada por Plàcid Soler, Josep Albert, Rafael Domènech y Fabià Fernàndez. Entre sus contenidos, se encontraban partidas, problemas de ajedrez (algunos preparados por Juli Sunyer Roig), información sobre la actividad ajedrecística catalana, etc.